# Eurobus swiss-express
Eurobus swiss-express war ein Schweizer Fernbus-Unternehmen mit Sitz in Bassersdorf. Das konzessionierte Transportunternehmen war eine Tochtergesellschaft von Eurobus. Ursprünglich wurde es von Domo Reisen AG als Domo Swiss Express gegründet, um als erstes Schweizer Privatunternehmen ein inländisches Fernbus-Geschäft zu betreiben. Eurobus swiss-express nahm den Betrieb im Juni 2018 auf und stellte ihn im November 2019 wieder ein.

## Geschichte
Anfang 2018 hat das Schweizer Bundesamt für Verkehr eine Konzession für drei Fernbuslinien erteilt. Diese waren in das nationale Tarifsystem der Schweiz eingebunden, womit auch Halbtax und Generalabonnement anerkannt werden mussten. Im April 2018 wurde bekannt, dass Domo Swiss Express durch Eurobus übernommen werde. Anfang Juni 2018 wurde die Vertriebspartnerschaft mit Flixbus bekannt gegeben.
Ab dem 10. Juni 2018 bot die inzwischen in Eurobus swiss-express umbenannte Firma auf drei Strecken tägliche Verbindungen an:
- Chur – Zürich – Bern – Freiburg – Vevey – Sitten
- St. Gallen – Zürich – Neuenburg – Lausanne – Genf – Genf Flughafen
- Flughafen Zürich – Zürich – Flughafen Basel-Mülhausen – Basel – Luzern – Gotthard – Lugano

Auf den Fahrplanwechsel vom 9. Dezember 2018 hat Eurobus swiss-express das Angebot geändert: Die Teilstrecken zwischen Chur und Zürich und zwischen Martigny und Sitten wurden nicht mehr bedient. Die Frequenz zwischen Zürich, Bern und Freiburg i.Üe. sowie zwischen Zürich und Basel wurde dafür erhöht. Zusätzlich wurde eine neue Direktverbindung zwischen Zürich und Luzern eingeführt.
Der Umsteigeknoten für sämtliche Linien befand sich in Zürich.
Nach einem entsprechenden Gesuch ist die Konzession vom Bundesamt für Verkehr auf Mitte November 2019 aufgehoben worden. Sämtliche Linien wurden ab dem 16. November 2019 nicht mehr bedient. Als Grund für die Aufgabe des Betriebs wurden die schwierigen Rahmenbedingungen für den Personentransport in der Schweiz genannt. Die Eurobus swiss-express AG fusionierte im Dezember 2019 mit der Muttergesellschaft Eurobus und wurde im Handelsregister gelöscht.

## Fussnoten
1. 1 2  Eurobus swiss-express AG. In: Zefix - Zentraler Firmenindex. Abgerufen am 19. Juli 2020.
2. ↑  Fernbus wird auch in Biel halten. In: Bieler Tagblatt. 19. Februar 2018, abgerufen am 12. Juni 2018.
3. ↑  Eurobus übernimmt Domo Swiss Express. 20 Minuten, 12. April 2018, abgerufen am 12. April 2018.
4. ↑  Flixbus kommt durch die Hintertüre auf den Schweizer Markt. nzz.ch, 5. Juni 2018, abgerufen am 5. Juni 2018.
5. ↑  Fernbus Domo verschiebt Start des Swiss Express. Blick, abgerufen am 21. März 2018.
6. ↑  Haltestellen. Eurobus, archiviert vom Original am 5. September 2018; abgerufen am 11. Dezember 2018.
7. ↑  Keystone / Gaetan Bally: Eurobus passt bereits sechs Monate nach Start Liniennetz an. In: swissinfo.ch. 5. Dezember 2018, abgerufen am 11. Dezember 2018.
8. ↑  Nach anderthalb Jahren - Eurobus stellt Fernbuslinien in der Schweiz ein. In: srf.ch. 30. Oktober 2019, abgerufen am 3. November 2019.